# Объединённая группировка войск (сил) на Украине
Объединённая группировка войск (сил) на Украине — межвидовое оперативно-стратегическое объединение Вооружённых сил Российской Федерации, созданное в ходе российского вторжения в Украину.

## История
На начальном этапе вторжения в Украину было сформировано четыре группировки войск, соответствующих четырём военным округам России. К поздней осени 2022 года за ними были закреплены участки сложившейся линии фронта.
8 октября 2022 года была создана Объединённая группировка войск, военный министр Сергей Шойгу назначил командующим генерала армии Сергея Суровикина.
После отступления из Херсона в ноябре 2022 года была создана группировка «Днепр». Она сформирована в основном из частей Южного военного округа и приданных им частей ВДВ и отвечала за левый берег Днепра — «херсонское направление».
11 января 2023 командующим назначен начальник Генштаба Валерий Герасимов, Суровикин стал одним из его трёх заместителей, наряду с Олегом Салюковым и Алексеем Кимом. 17 марта 2023 года Владимир Путин назначил генерал-майора юстиции Алексея Найду военным прокурором Объединённой группировки войск.
В апреле 2024 года сообщалось о создании группировки войск «Север» под командованием генерал-полковника Александра Лапина, в которую вошли группировки «Белгород», «Курск» и «Брянск». В августе министр обороны Андрей Белоусов заявил о воссоздании этих группировок.

## Командная структура и участки фронта
Состав:
- Штаб ОГВ (с) — Ростов-на-Дону
  - группировка войск «Запад» — купянское направление, от государственной границы до района Сватово.
  - группировка войск «Центр» — лиманское и покровское направления.
  - группировка войск «Юг» — донецкое направление, в том числе район Бахмута.
  - группировка войск «Восток» — южнодонецкое направление, доходит до района Работино — Вербовое — Новофёдоровка.
  - группировка войск «Днепр» — херсонское направление, западнее Работино и вдоль Днепра.
  - группировка войск «Север» — курское и харьковское направления с 2024 года.
    - группировки войск «Белгород», «Курск» и «Брянск»[12]

Командующие
- Генерал армии Сергей Суровикин (8 октября 2022 — 11 января 2023)
- Генерал армии Валерий Герасимов (11 января 2023 — н. в.)